# Réservoir de Raudoja
Le réservoir de Raudoja (en estonien : Raudoja veehoidla) est un lac artificiel dans le comté de Harju en Estonie,.

## Géographie
Situé dans la commune d'Anija, le lac a une superficie de 8 hectares, sa longueur est de 930 mètres et la longueur de son rivage est de 2290
mètres.
Il a une capacité de 200 000 m3.
Le réservoir fait partie du système d'approvisionnement en eau de Tallinn.
Une partie de l'eau du réservoir de Soodla est acheminée vers le réservoir de Raudoja d'où part vers l'ouest le canal Raudoja-Aavoja qui se déverse dans le réservoir de Aruoja qui se déverse dans le fleuve Jägala.
Le réservoir est longé par la route nationale 13.

## Galerie

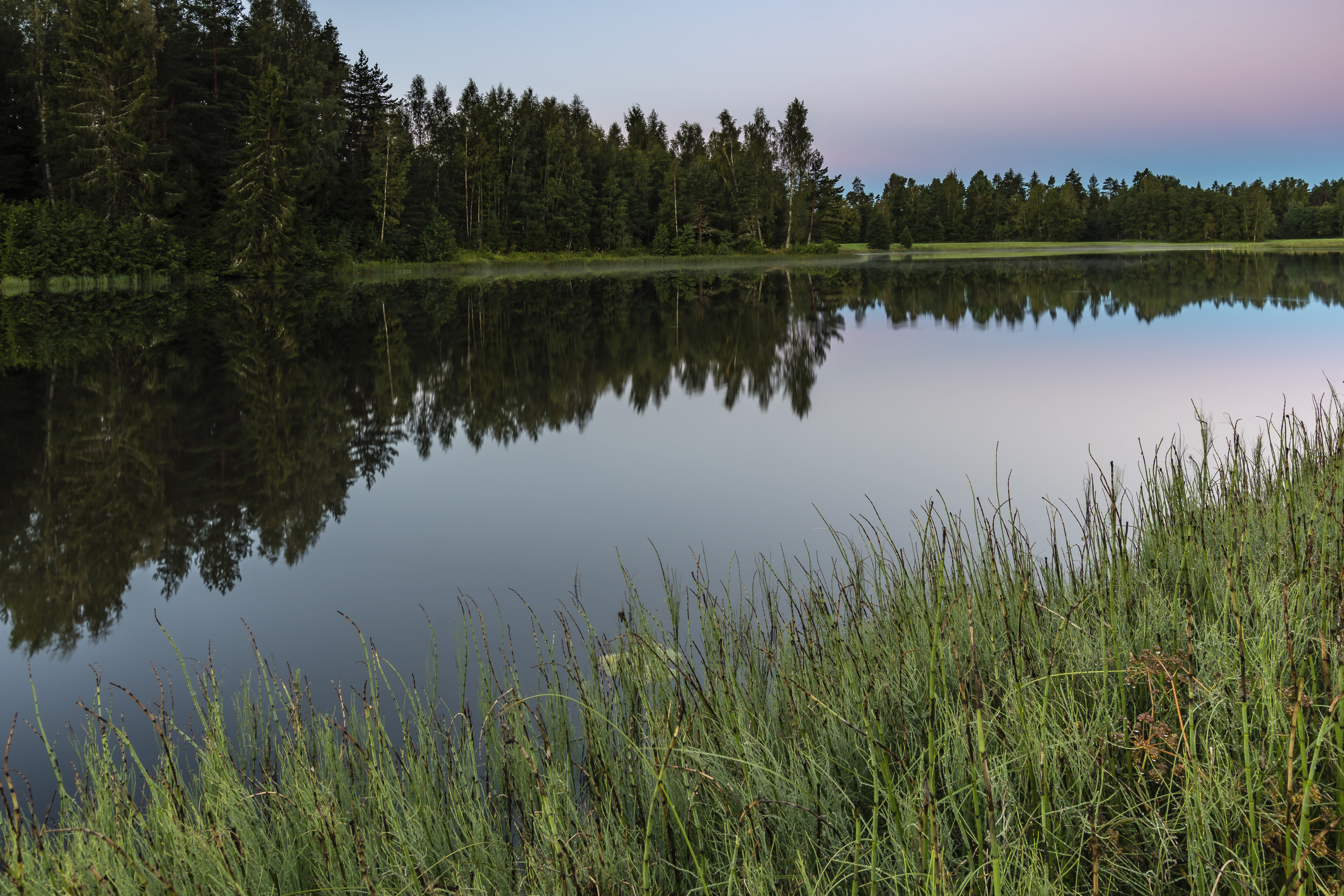
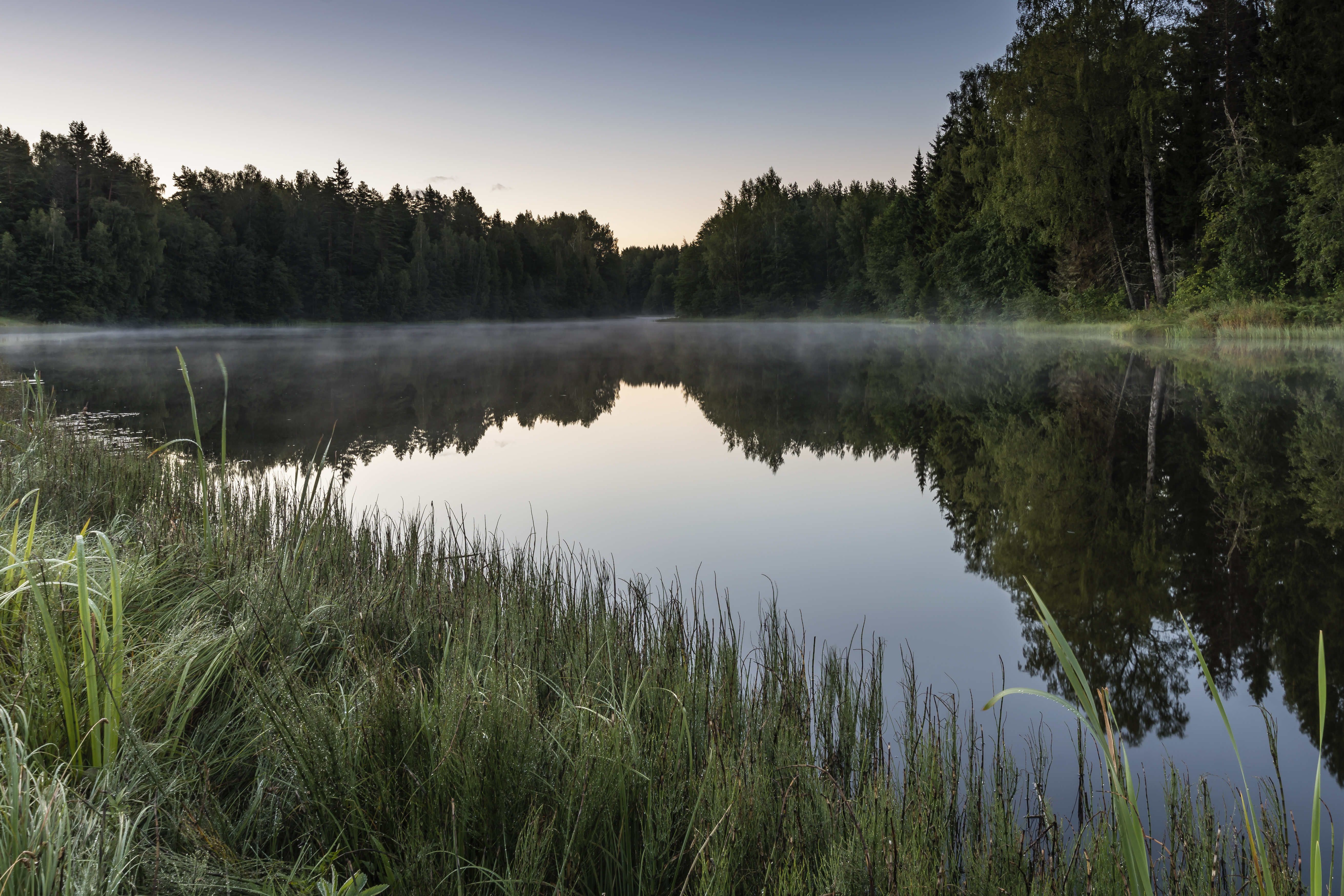
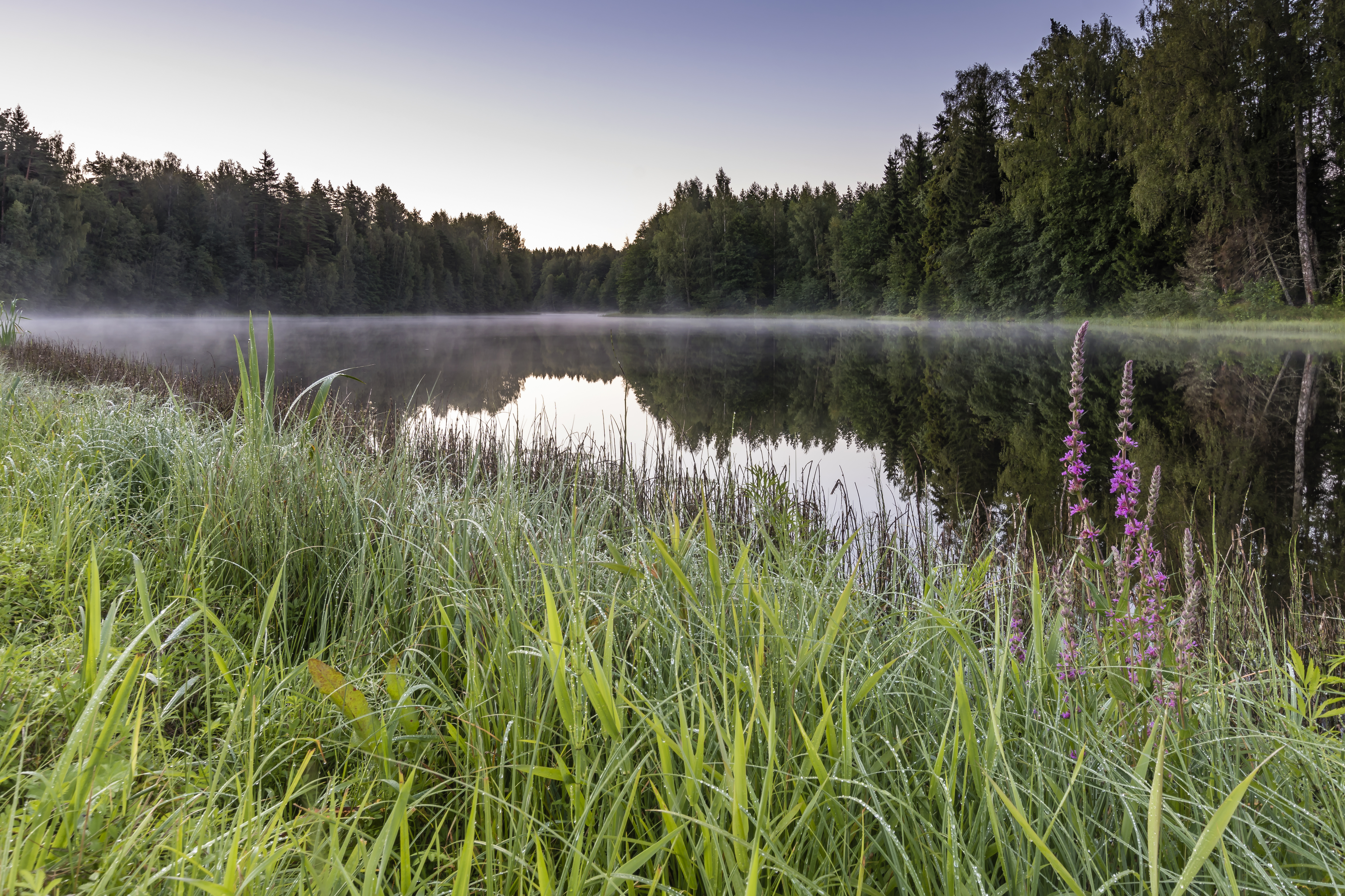
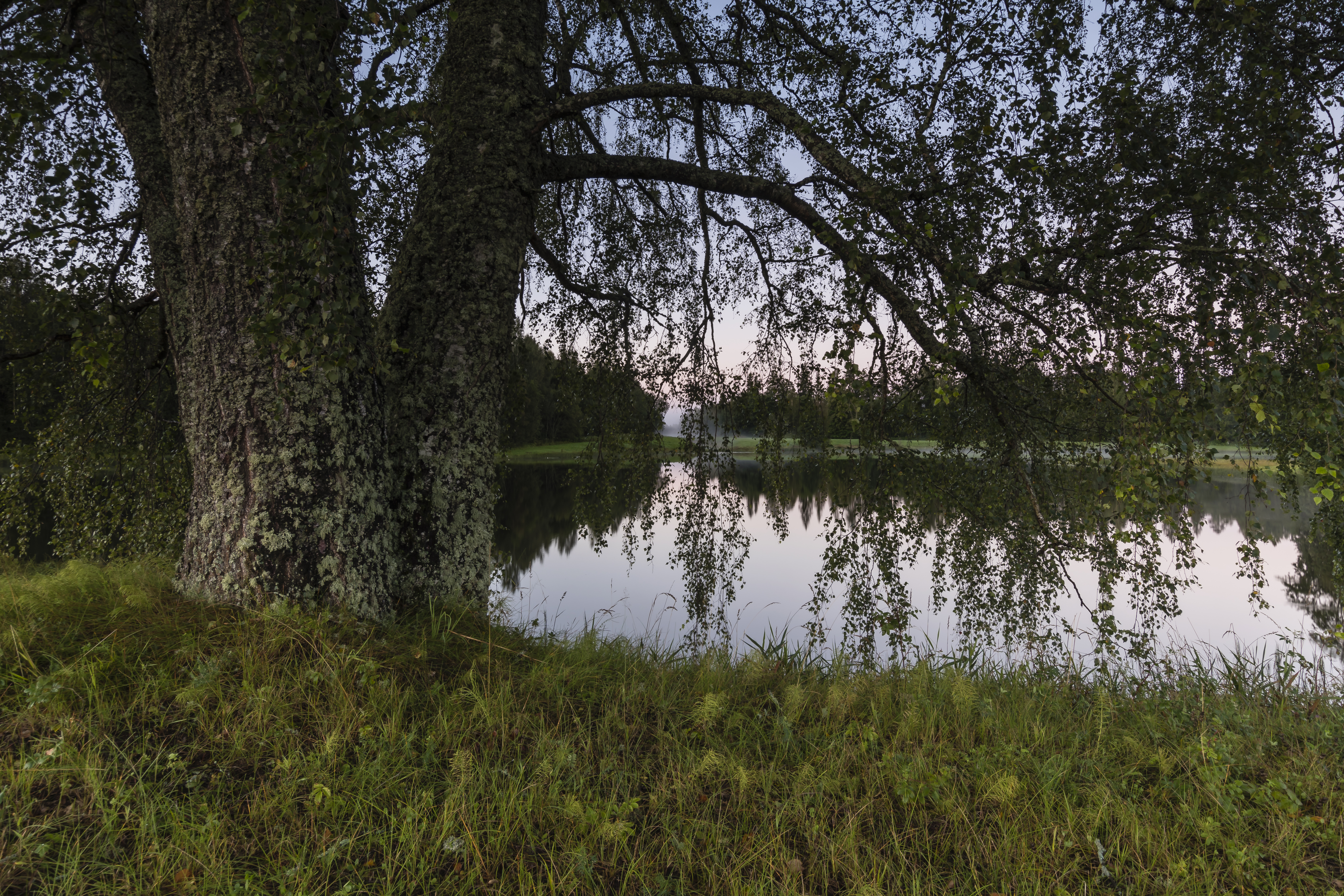